# لیز هیوئت
لیز هیوئت (به انگلیسی: Liz Huett) با نام کامل الیزابت هیوئت (به انگلیسی: Elizabeth Huett) (زاده ۲۷ مهٔ ۱۹۸۷) خواننده آمریکایی است.